# 樟溪乡 (黎川县)
樟溪乡，是中华人民共和国江西省抚州市黎川县下辖的一个乡镇级行政单位。

## 行政区划
樟溪乡下辖以下地区：
樟溪街道社区、店上村、中洲村、东港村和上源村。